# Schweizer Fussballmeisterschaft 1903/04
Die siebte Schweizer Fussballmeisterschaft fand 1903/1904 statt. Schweizer Meister wurde der FC St. Gallen.

## Modus
Die höchste Spielklasse, die Serie A, wurde in drei regionale Gruppen eingeteilt. Ein Sieg brachte 2 Punkte, ein Remis 1 Punkt ein. Der Sieger jeder Gruppe qualifizierte sich für die Finalspiele.

## Serie A Gruppe Ost
| Pl. | Verein                    | Sp. | S | U | N | Tore    | Diff. | Punkte |
| --- | ------------------------- | --- | - | - | - | ------- | ----- | ------ |
| 1.  | FC St. Gallen             | 8   | 7 | 0 | 1 | 028:600 | +22   | 14     |
| 2.  | Grasshopper Club Zürich   | 8   | 6 | 0 | 2 | 025:150 | +10   | 12     |
| 3.  | FC Zürich                 | 8   | 4 | 0 | 4 | 019:100 | +9    | 08     |
| 4.  | Blue Stars St. Gallen     | 8   | 2 | 0 | 6 | 018:280 | −10   | 04     |
| 5.  | American Wanderers Zürich | 8   | 1 | 0 | 7 | 002:330 | −31   | 02     |

International Zürich zog am Vorabend des ersten Treffens das Team zurück.

## Serie A Gruppe Zentral
| Pl. | Verein          | Sp. | S | U | N  | Tore    | Diff. | Punkte |
| --- | --------------- | --- | - | - | -- | ------- | ----- | ------ |
| 1.  | Old Boys Basel  | 10  | 8 | 1 | 1  | 041:110 | +30   | 17     |
| 2.  | Young Boys Bern | 10  | 8 | 1 | 1  | 037:140 | +23   | 17     |
| 3.  | FC Basel        | 10  | 5 | 2 | 3  | 028:250 | +3    | 12     |
| 4.  | FC Bern         | 10  | 3 | 3 | 4  | 019:200 | −1    | 09     |
| 5.  | FC Floria Biel  | 10  | 2 | 1 | 7  | 011:380 | −27   | 05     |
| 6.  | Fortuna Basel   | 10  | 0 | 0 | 10 | 004:320 | −28   | 0      |

### Entscheidungsspiel
|               | Ergebnis |             |
| ------------- | -------- | ----------- |
| FC Young Boys | 2:3      | FC Old Boys |

## Serie A Gruppe West
| Pl. | Verein               | Sp. | S | U | N | Tore    | Diff. | Punkte |
| --- | -------------------- | --- | - | - | - | ------- | ----- | ------ |
| 1.  | Servette Genf        | 6   | 5 | 1 | 0 | 012:000 | +12   | 11     |
| 2.  | Montriond Lausanne   | 6   | 2 | 2 | 2 | 020:900 | +11   | 06     |
| 3.  | FC Neuchâtel         | 6   | 2 | 0 | 4 | 006:230 | −17   | 04     |
| 4.  | FC La Chaux-de-Fonds | 6   | 1 | 1 | 4 | 009:150 | −6    | 03     |

## Finalspiele
| Datum      |                | Ergebnis |                | Ort    |
| ---------- | -------------- | -------- | -------------- | ------ |
| 27.03.1904 | FC St. Gallen  | 1:1      | Servette Genf  | Bern   |
| 10.04.1904 | FC St. Gallen  | 1:0      | Old Boys Basel | Zürich |
| 17.04.1904 | Old Boys Basel | 2:0      | Servette Genf  | Bern   |

| Pl. | Verein         | Sp. | S | U | N | Tore    | Diff. | Punkte |
| --- | -------------- | --- | - | - | - | ------- | ----- | ------ |
| 1.  | FC St. Gallen  | 2   | 1 | 1 | 0 | 002:100 | +1    | 03     |
| 2.  | Old Boys Basel | 2   | 1 | 0 | 1 | 002:100 | +1    | 02     |
| 3.  | Servette Genf  | 2   | 0 | 1 | 1 | 001:300 | −2    | 01     |